# Онайко, Надежда Анисимовна
Надежда Анисимовна Онайко (1921—1983) — советская учёная-археолог, кандидат исторических наук.
Основные научные интересы: античная торговля, торевтика и история Северо-восточного Причерноморья. Автор около 80 научных работ, включая три монографии.

## Биография
Родилась 12 августа 1921 года в селе Новокубанском, ныне город Новокубанск Краснодарского края.
Рано лишившись родителей, смогла получить среднее образование. В 1940 году поступила на исторический факультет Московского университета. Училась и работала на заводе в годы Великой Отечественной войны. С 1942 года принимала участие в археологических экспедициях.
По окончании в 1944 году МГУ, Надежда Онайко работала в Государственном музее изобразительных искусств им. А. С. Пушкина на должности научного сотрудника античного отдела. В 1952—1955 годах обучалась в аспирантуре Института археологии Академии наук СССР под руководством профессора В. Д. Блаватского. В 1956 году защитила кандидатскую диссертацию на тему «Торговля античных городов Северного Причерноморья с племенами Среднего Приднепровья в VII—III вв. до н. э.». С 1956 года и до конца жизни работала в штате Института археологии.
В числе крупных археологических экспедиций, в которых участвовала Н. А. Онайко, были раскопки в Пантикапее (1956—1958) и в Аполлонии Иллирийской (1958—1960). В 1955—1982 годах она возглавляла Новороссийско-Геленджикскую археологическую экспедицию, в 1958—1960 годах была заместителем начальника Советско-Албанской археологической экспедиции.
Умерла 17 октября 1983 года.

## Научные труды
- Античная Бата. Из прошлого нашего города / Н. Онайко // Новороссийский рабочий. — 1969. — 6 сент.
- Архаический Торик — Античный город на северо-востоке Понта / Н. А. Онайко. — М.: Наука, 1980. — 179 с.
- Бронзовый бюст-гиря из раскопок античного поселения в Широкой балке / Н. А. Онайко // Исторические записки: исследования и материалы. — Новороссийск, 2003. — Вып. 4. — С. 33-39.
- Исследование некрополя в Широкой балке / Н. А. Онайко // Археологические открытия 1981 года. — М, 1983. — С.127
- Новое о Раевском городище / Н. Онайко // Новороссийский рабочий. — 1962. — 18 нояб.
- Погребение воина у поселка Мысхако / Н. А. Онайко // Античная археология — М., 1983. — С. 82-86.
- Раскопки Раевского городища / Н. Онайко // Новороссийский рабочий. −1955. — 2 окт.
- Раскопки укрепленного здания на античном поселении Цемдолинское / Н. А. Онайко, А. В. Дмитриев // Археологические открытия 1978 года / отв. ред. Б. А. Рыбаков. — М., 1979. — С. 140[5].

## Память
- Дочь Надежды Анисимовны — А. Н. Шашкова — передала в дар музею Новороссийска научную библиотеку своей матери, а также её документы, награды, научный архив[3].
- Коллекция артефактов из её раскопок хранятся и по мере возможности экспонируются в Новороссийском городском музее.
- Одна из улиц Новороссийска названа именем археолога Надежды Онайко[6].